# ヨーゼフ・ラング (死刑執行人)
ヨーゼフ・ラング（Josef Lang、1855年3月11日 - 1925年2月21日）はオーストリアウィーンの死刑執行人。39人の絞首刑を執行した。
彼は若いころから家具職人やガス会社の社員として働き、貯めた資金でウィーン郊外に喫茶店を開店した。
喫茶店の常連客だったカール・セリンジャーと親しくなり、彼はカール・セリンジャーの死刑執行人助手として働くようになった、カール・セリンジャーが引退すると後継者として1900年2月27日にウィーンの死刑執行人に就任して死刑制度廃止直前の1918年に引退した。
しかし、8年後の1933年には死刑制度が復活することになり、甥のヨハン・ラングが死刑執行人になった。